# Cystisella bicornis
Cystisella bicornis är en mossdjursart som beskrevs av Osburn 1952. Cystisella bicornis ingår i släktet Cystisella och familjen Bryocryptellidae. Inga underarter finns listade i Catalogue of Life.